# هنوز آلیس (فیلم)
هنوز آلیس (به انگلیسی: Still Alice) یک فیلم مستقل در ژانر درام به نویسندگی و کارگردانی مشترک ریچارد گلتزر و واش وستمورلند، محصول سال ۲۰۱۴ ایالات متحدهٔ آمریکا است. فیلمنامه بر اساس رمانی به همین نام نوشتهٔ لیزا جنوا به رشتهٔ تحریر درآمده است. کارگردان اصلی فیلم، ریچارد گلتزر، در سال ۲۰۱۱ به بیماری نورون‌های حرکتی مبتلا شد و در حین ساخت فیلم درگذشت و ادامهٔ فیلم را همسرش واش وستمورلند ساخت. سازندگان هنوز آلیس فیلم را به روان گلتزر تقدیم کردند. از بازیگران فیلم می‌توان به جولین مور، الک بالدوین، هانتر پریش، کیت باسورث، و کریستن استوارت اشاره کرد. هنوز آلیس با استقبال نسبتاً خوب منتقدان و تماشاگران همراه بود. عمدهٔ تعریف‌ها و نکات مثبتی که منتقدان در نقدها به آن اشاره کردند مربوط به بازی خیره‌کنندهٔ جولین مور در نقش استاد دانشگاهی است که مبتلا به بیماری آلزایمر می‌شود، و در نهایت هم جولین مور به‌خاطر بازی در این نقش توانست در هشتاد و هفتمین دوره جوایز اسکار، جایزهٔ بهترین بازیگر نقش اول زن را به خود اختصاص دهد. جولین مور این افتخار را در هفتاد و دومین مراسم گلدن گلوب هم تکرار کرد.

## خلاصه داستان
آلیس (جولین مور) استاد دانشگاه کلمبیا در رشتهٔ زبان‌شناسی است که روزگار خوبی را پشت‌سر می‌گذارد و زندگی صادقانه‌ای دارد. آلیس پنجاه‌ساله به مرور زمان متوجه تغییراتی در بدنش می‌شود؛ از جمله اینکه بعضی از مسائل ساده را به‌راحتی فراموش می‌کند و مباحث درسی در سر کلاس یادش می‌رود. آلیس ابتدا چندان موضوع را جدی نمی‌گیرد، اما با تشدیدِ این حالت به پزشک مراجعه می‌کند و بعد از انجام آزمایش‌ها مشخص می‌شود که به نوعی بیماری آلزایمر بسیار خاص مبتلا است. آلیس، که از شنیدن این خبر شوکه شده، تمام تلاش خود را می‌کند که تسلیم این بیماری نشود؛ اما اوضاع سخت‌تر از چیزی پیش می‌رود که انتظارش را می‌کشیده است…